# ハッピーボーイズ
ハッピーボーイズは、吉本興業東京本社（東京吉本、厳密には子会社のよしもとクリエイティブ・エージェンシー）に所属していたお笑いコンビ。東京NSC11期出身。2007年1月結成。2013年5月解散。

## メンバー
中嶋 勇樹（なかしま ゆうき、1981年9月8日 - ）
愛知県出身。血液型はO型。早稲田大学法学部卒業。好きな本は中村うさぎのエッセイ
中村 竜太郎（1987年2月5日 - ）
香港出身、茨城県育ち。血液型はB型。東京海洋大学海洋工学部卒業。趣味はピアノ演奏。同期のスパンクラス中里と仲が良い。2013年7月より、元バレンティーノの五味侑也と新コンビ「シューマッハ」を結成。
後にシューマッハで主力芸とするようになる動物ものまねはすでにやっていた。

## 出演

### テレビ
- 浜ちゃんと!（日本テレビ）- 『NHK（ニューほっしゃん。企画）とくぎ自慢』
- ロバートハウス（福岡放送）-　『村上ショー点』
- やりすぎコージー（テレビ東京）-　『カウントダウン芸人』
- 森田一義アワー 笑っていいとも!（フジテレビ）- 『ドヤテクZ』コーナー（2011年中）、『勝ち抜きウルトラソウル選手権』コーナー（2012-2013年中）、中村のみ
- 森田一義アワー 笑っていいとも!増刊号（フジテレビ）- 中村のみ
- おはスタ（テレビ東京）-　2012年1月、中村のみ
- 『ぷっ』すま（テレビ朝日系列）
- 世界衝撃映像100連発 カメラが見た劇的瞬間（TBS)